# (33531) 1999 HG2
1999 إتش جي 2 (ويعرف أيضًا باسم (33531) 1999 إتش جي 2 وفق تسمية الكوكب الصغير) (بالإنجليزية: 1999 HG2)‏ هو كويكب ضمن حزام الكويكبات؛ وترتيبه 33531 من حيث الاكتشاف.
اكتُشف هذا الجُرم الفلكي بواسطة كورادو كورليفيتش في 20 أبريل 1999.

## وصلات خارجية
- (33531) 1999 HG2 في قاعدة بيانات مختبر الدفع النفاث لأجرام النظام الشمسي الصغيرة

- الاكتشاف · مخطط المدار ·  العناصر المدارية · المعلمات المادية

- (33531) 1999 HG2 على موقع ويكي سكاي: DSS2, SDSS, GALEX, IRAS, Hydrogen α, X-Ray, Astrophoto, Sky Map, Articles and images